# Josep Pallàs i Castelló
Josep Pallàs i Castelló (Castellnou de Seana, 12 d'agost de 1935 - Santander, 5 de gener de 2003) fou un futbolista català de les dècades de 1950 i 1960.

## Trajectòria
Jugava de defensa. Va jugar al filial del Barça, la SD Espanya Industrial i al CD Comtal. També jugà cedit a la UA Horta, al CE Manresa i al Girona FC. Amb el primer equip del Barça només disputà un partit amistós l'any 1959. El 1959 fitxà pel Racing de Santander, on jugà fins a 1964, on s'establí un cop retirat.